# Cornus racemosa
Cornus racemosa är en kornellväxtart som beskrevs av Jean-Baptiste de Lamarck. Cornus racemosa ingår i släktet korneller, och familjen kornellväxter. Inga underarter finns listade i Catalogue of Life.

## Bildgalleri

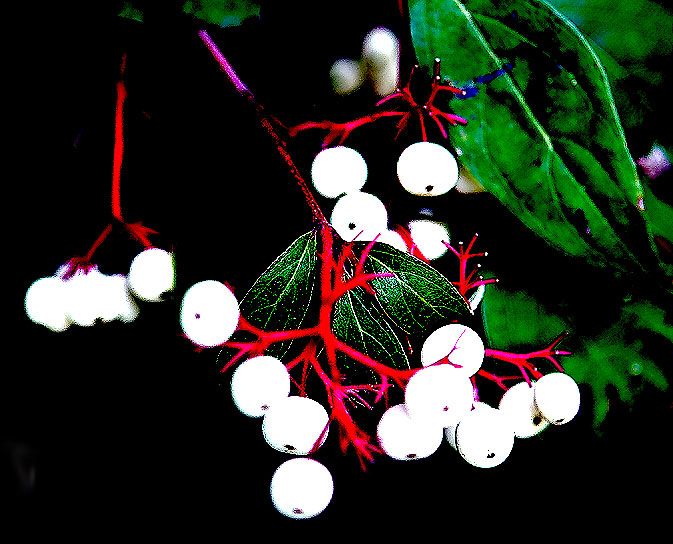
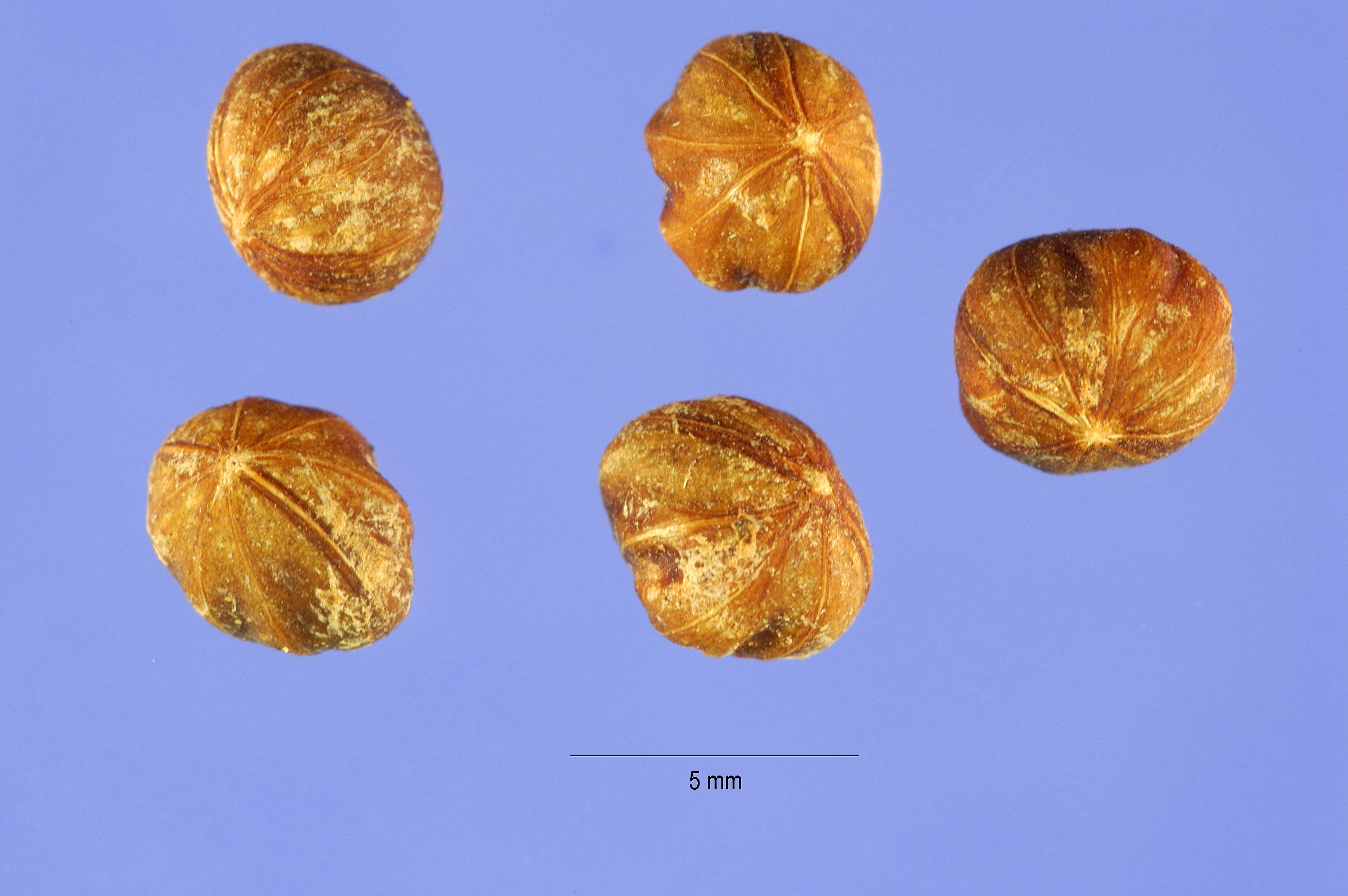
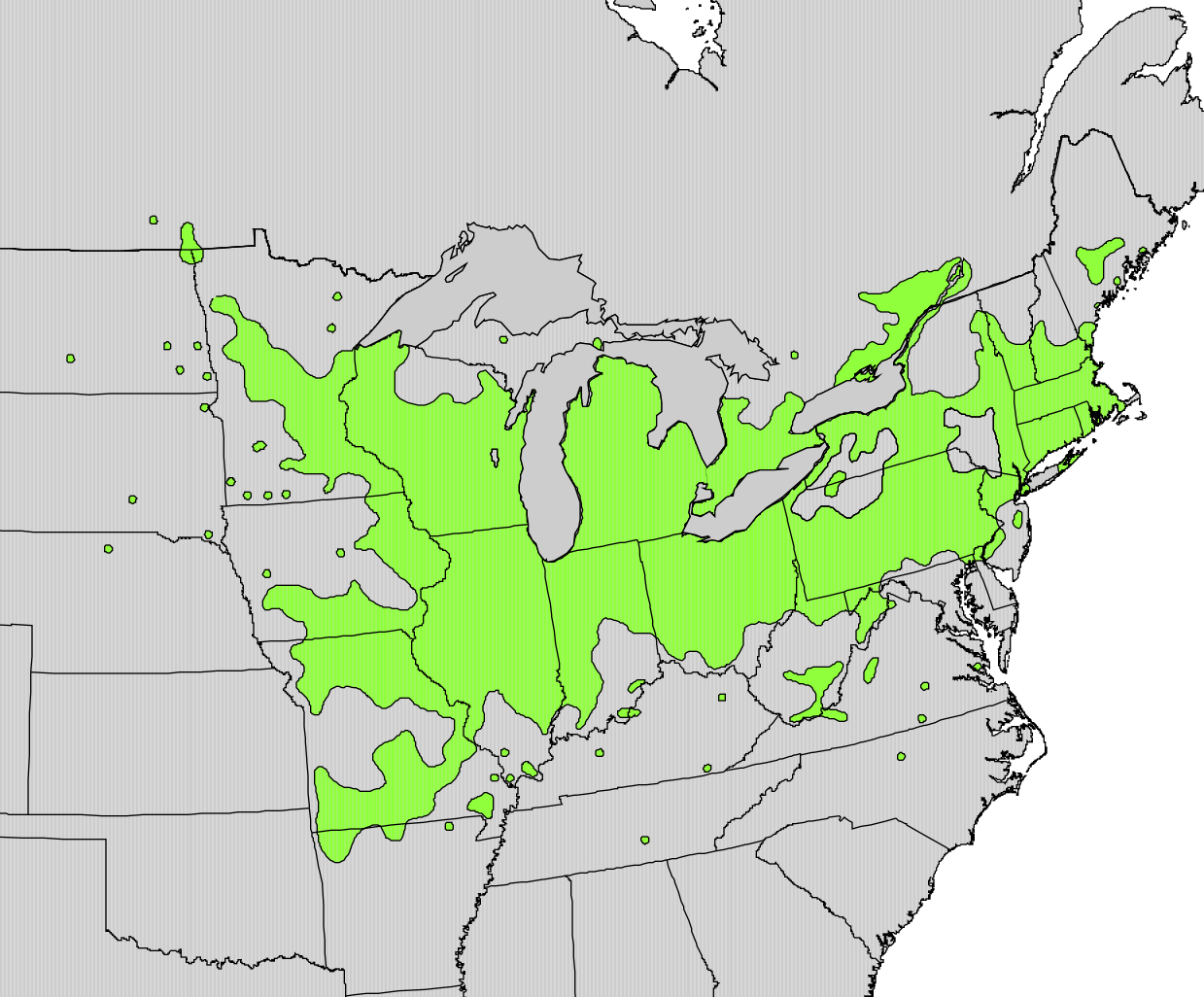